# Mounir Fatmi
Mounir Fatmi (Tangeri, 1970) è un artista marocchino.
Vive e lavora a Parigi, ha studiato alla Rijksakademie di Amsterdam e all'Accademia di Belle Arti di Roma. Mounir Fatmi lavora su materiali obsoleti, datati, ormai in disuso e sul loro futuro incerto. Attraverso le sue ricerche, critica i meccanismi illusori che ci legano alla tecnologia, alle ideologie religiose e politiche e alle loro influenze in una società in crisi come quella di oggi. Nel 2006, ha vinto il premio Uriöt, Amsterdam, il gran premio della Biennale di Dakar e il Premio della Biennale del Cairo nel 2010.

## Biografia

### Infanzia e Ricerca
mounir fatmi è nato a Tangeri, in Marocco, nel 1970. Ha trascorso la sua infanzia nel distretto di Casabarata, una delle zone più povere della città, giocando nel mercatino delle pulci del quartiere dove sua madre vendeva vestiti per bambini. Qui viene a contatto con un ambiente ricco di oggetti di consumo ormai in disuso che trovano finalmente un nuovo utilizzo, un luogo in cui immagini e suoni si fondono in un universo chiassoso, quasi soffocante. 
L'artista vede la sua infanzia a Casabarata come la sua prima vera formazione artistica e torna spesso a confrontare il mercato delle pulci in cui è cresciuto con un museo in rovina, pieno di oggetti obsoleti, trascurati e abbandonati. Questa sua visione può essere interpretata come una metafora ed è l’essenza del suo lavoro.
L’artista, consapevole di vivere in un’era di consumismo, di sovrapproduzione, di grande accelerazione, dove i nuovi media e i beni di consumo dopo un breve momento di entusiastica accoglienza cadono rapidamente in disgrazia, decide di utilizzare nel suo lavoro materiali appunto ormai in disuso, quali cavi d'antenne, vecchie macchine da scrivere, fotocopiatrici xerografiche, libri religiosi o VHS. Riflettendo su questi materiali abbandonati, sul loro futuro incerto, sull'idea della morte programmata degli oggetti e sul collasso della società dei consumi, considera le sue opere come dei grandi archivi mediatici e storici. 
La sua ricerca artistica si sviluppa intorno al concetto di "Ready Dead Media", ovvero, sull'idea di lavorare su un'archeologia sperimentale che raccoglie i fossili dei mezzi di comunicazione culturali. Mettere in discussione la capacità intrinseca dei media tecnologici ha assicurato il trasferimento di conoscenze da un'epoca all'altra, da una civiltà all'altra. Da notare una predilezione per l’espressione "dead media", presa in prestito dallo scrittore di fantascienza Bruce Sterling, molto amato dall'artista, che indica la storia della tecnologia e la sua influenza sul nostro sviluppo e sulla nostra cultura popolare. Tra archeologia e archivio, il biografico e il sociale, le opere di mounir fatmi, giocano con i codici e i precetti della nostra società sotto il prisma di tre temi principali: linguaggio, architettura e macchina.

### Educazione e Primi incontri
Nel 1987, decide di lasciare la sua città natale, Tangeri, e il suo ambiente familiare, per fuggire dal conservatorismo dell'istituzione marocchina e si trasferisce in Italia dove si iscrive alla scuola libera del nudo e dell’incisione all'Accademia di Belle Arti di Roma. Entra in contatto con la cultura europea e comincia a interrogarsi sulla questione dell'identità individuale. La consapevolezza della separazione dal proprio ambiente familiare, il peso della propria identità e il continuo bisogno di spostarsi, lo spingono a esaminare in modo più approfondito la sensazione di estraneità nei confronti del proprio contesto culturale e a riflettere sul ruolo dell'artista in una società in crisi. 
Nel 1989, si iscrive alla scuola di belle arti di Casablanca che decide di lasciare dopo appena tre mesi. Torna a Tangeri, dove trova un ambiente sociale limitato, sul piano materiale e culturale, e matura in lui un sentimento di rivolta. Qui, si interessa all'architettura della sua casa d'infanzia e ad alcuni elementi decorativi che lo marcheranno visibilmente: una fotografia del re Mohammed V, una calligrafia araba e una copia del Corano che da piccolo gli era proibito toccare. Entra in contatto con lo scrittore marocchino Mohamed Choukri che lo presenta all'americano Paul Bowles, il quale gli racconta del lavoro calligrafico di Brion Gysin, dei romanzi di Augusten Burroughs, Allen Ginsberg, Jack Kerouac e Jean Genet. La scoperta della letteratura della Beat Generation è una grande fonte di ispirazione artistica e intellettuale ed è ciò che apre le porte al desiderio di viaggiare, di sperimentare e di correre il rischio di opporsi alla maggioranza.

### Carriera professionale

#### Primi anni
Nel 1990 lavora come direttore artistico in un'agenzia pubblicitaria a Casablanca. Promuovendo prodotti di consumo, sperimenta il potere retorico della pubblicità e l'influenza delle immagini sul pubblico di consumatori. Tutto il tempo passato nella pubblicità lo fa soffrire "di una vera e propria overdose di immagini e concetti stereotipati", che lo porta a sviluppare una consapevolezza critica nei confronti delle strategie estetiche della comunicazione e del flusso di informazioni. 
Accanto all'esperienza nella pubblicità, continua la sua attività artistica come forma di resistenza e nel 1995 realizza la sua prima serie fotografica Le Lien / The Link, dove mostra la casa di famiglia e segue il corso di un cavo d'antenna che attraversa la terrazza, il balcone e finalmente arriva alla televisione nel cuore della casa. 
Nel 1993 riceve il primo premio alla 3ª Biennale di pittura giovane marocchina, per la serie Fragile / Communication e in quest’occasione incontra Catherine David, presidente della giuria. Alla fine dello stesso anno, dichiara simbolicamente la sua morte artistica in un'intervista al quotidiano marocchino "L'opinion", e cancella la serie Fragile / Communication che diventa Effacement / Mémorisation.
Nel 1995 diventa noto al di fuori del Marocco grazie al suo lavoro con i video. Viene selezionato all’international videokunstpreis allo ZKM3 a Karlsruhe, e riceve diverse nomination e premi per i suoi video in Francia, in Croazia e in Spagna. Il video Survival Signs, che interroga le funzioni della comunicazione e ripercorre poeticamente la storia del linguaggio attraverso epoche e culture, vince il premio per il miglior video al Festival Internazionale di Video delle Isole Canarie.

#### Metà anni '90 - anni 2000
Nel 1997, Mounir Fatmi riscontra reazioni violente da parte della comunità artistica marocchina a causa del suo progetto Effacement / Mémorisation che invita il pubblico ad andare a vedere le opere dipinte prima di essere cancellate e scomparire definitivamente. Un'azione percepita dal mondo dell'arte marocchino come un vero e proprio suicidio artistico. 
Nel 1999 incontra il curatore Jean-Louis Froment e partecipa alla mostra “L’objet désorienté” al Museo di Arti Decorative di Parigi, dove realizza la scultura Les liaisons in omaggio a Jackson Pollock utilizzando oltre cinquecento metri di cavi di antenna su pareti e pavimento. Scopre i filosofi francesi del XX secolo che avranno un'influenza duratura sul suo lavoro: Michel Foucault, Guy Debord, Claude Lévi-Strauss, Gilles Deleuze, Jacques Derrida a cui rende omaggio nel 2007 esponendo l'installazione "J'aime l'Amérique" all’interno dei giardini delle Tuileries a Parigi, lavoro di decostruzione dove si sforza di smantellare i concetti di identità e nazione.
Nel 2006 riceve la borsa di studio della Rijksakademie di Amsterdam ed espone l'installazione "Sortir de l'histoire" usando gli archivi delle Black Panthers e i documenti dell'FBI. 
Nel 2012, l'installazione cinetica Technologia, ispirata a Marcel Duchamp e alla calligrafia araba, diventa rapidamente oggetto di controversie sulle questioni della blasfemia e della libertà di espressione, attirando l’attenzione pubblica dopo che le autorità intervengono per censurare il lavoro dell’artista. Lo stesso anno, il video Sleep - Al Naim, in cui viene rappresentato tramite un lavoro di computer grafica lo scrittore Salman Rushdie che dorme, viene censurato in diversi paesi arabi, in Europa e nel Maghreb. Giudicato materiale troppo sensibile, subisce una grave censura anche in Francia, da parte dell'istituto del mondo arabo e dal centro d'arte Villa Tamaris. Nel 2015, per rispondere agli attacchi di censura subiti, mounir fatmi collabora alla stesura del libro "Ceci n'est pas un blasphème" in collaborazione con il filosofo Ariel Kyrou.

#### Esposizioni e Premi
A partire dal 2000, diversi curatori si interessano al suo lavoro. Tra i vari, si ricordano le collaborazioni con Simon Njami, Jean-Martin Huber, Okwui Enwezor, David Alliott, Fumio Nanjo, Jean de Loisy, Hou Hanru, Christian Bernard, Naomi Beckwith, Paul Ardenne, Pierre-Olivier Rollin.
Dal 2003, i suoi lavori vengono esposti in numerose esposizioni personali al Mamco di Ginevra, al Museo Migros di Zurigo, al Museo Picasso a Vallauris, al FRAC Alsazia a Sélestat, presso la Fondazione Collegio San Carlo a Modena, alla AK Bank Foundation ad Istanbul, al Museum Kunstpalast di Düsseldorf, al MMP + di Marrakech e al Göteborgs Konsthall in Svezia. Partecipa a numerose mostre collettive al Centre Georges Pompidou di Parigi, al Brooklyn Museum di New York, al Palais de Tokyo a Parigi, al MAXXI di Roma, al Mori Art Museum di Tokyo, al Museo di Gerusalemme, presso il Museo d'Arte Moderna di Mosca, al Mathaf a Doha, al Victoria & Albert Museum di Londra, al Van Abbemuseum a Eindhoven, al ZKM a Karlsruhe e al Nasher Museum of Art a Durham.
Ha preso parte a diverse biennali, tra cui la 52 ° e la 57 ° Biennale di Venezia, l'8 ° Biennale di Sharjah, la 5 ° e 7 ° Biennale di Dakar, la 2 ° Biennale di Siviglia, la 10 ° Biennale di Lione, la 5 ° Triennale di Auckland, alle edizioni 5, 10 e 11 degli Incontri di fotografia a Bamako e la 7 ° Biennale di Shenzhen. Nel 2018, per la Triennale giapponese Echigo-Tsumari, ha ricostruito la sua casa d'infanzia nel quartiere di Casabarata.
Ha ricevuto diversi premi tra cui il premio per la Biennale del Cairo nel 2010, l'Uriot Prize di Amsterdam e il Senghor Prize alla 7 ° Biennale di Dakar nel 2006. Nel 2013 è stato selezionato per il Jameel Prize del Victoria & Albert Museum di Londra.

## Esposizioni personali (selezione)

### 2021
- The Observer Effect, ADN Galeria, Barcellona

### 2019
- The White Matter, Galerie Ceysson & Bénétière, Parigi
- The Process, Wilde Gallery, Ginevra
- Keeping Faith - Keeping Drawing, Analix Forever, Ginevra

### 2018
- The Human Factor, Tokio Metropolitan Teien Art Museum, Tokyo[3]
- The Day of the Awakening, CDAN Museum - Centro de Arte Y Naturaleza, Huesca
- 180° Behind Me, Göteborgs Konsthall, Göteborg

### 2017
- Transition State, Officine dell'Immagine, Milano
- Peripheral Vision, Art Front Gallery, Tokyo
- Ghosting, Galerie De Multiples, Parigi
- (IM)possible Union, Analix Forever Gallery, Ginevra
- Survival Signs, Jane Lombard Gallery, New York
- Le Pavillon de l’exil, Galerie Delacroix, Tangeri
- Fragmented Memory, Goodman Gallery, Johannesburg
- Inside the Fire Circle, Lawrie Shabibi , Dubai
- Darkening Process, Analix Forever Gallery, Ginevra
- Under the Skin, Maisons des Arts du Grütli, Ginevra

### 2016
- The Index and The marchine, ADN Platform, San Cugat del Vallès
- A Savage Mind, Keitelman Gallery, Bruxelles
- Depth of Field, Labanque, Béthune
- Darkening Process, The Marrakech Museum for Photography and Visual Arts, Marrakech, Marocco

### 2015
- Permanent Exiles, MAMCO, Ginevra
- History is not mine, Metavilla, Bordeaux
- Art et Patrimoine: C'est encore la nuit, Prison Qara - Institut Français de Meknès, Marocco
- Modern Times, Miami Beach Urban Studios Gallery - Florida International University, Miami Beach
- Constructing Illusion, Analix Forever, Ginevra

## Esposizioni collettive (selezione)

### 2020
- Our world is burning, Palais de Tokyo, Parigi
- The Pope, MOCAK, Cracovia
- The Light House, Boghossian Foundation - Villa Empain, Bruxelles
- Traces du vivant, Musée des confluences, Lione
- Rock me Baby, CACY, Yverdon-les-Bains
- La sombra de Goya en el arte contemporáneo, La Lonja, Saragozza
- Cut Up/Cut Out, Massilon Museum, Massilon

### 2019
- Silent Narratives, Museum of Contemporary Art, Yinchuan, Cina
- Al-Tiba9, MAMA, Algeri
- Prête-moi ton Rêve, Musée de Civilisations noires de Dakar, Dakar
- Miroir collectif, Musée Bank Al-Maghrib, Rabat
- The I is Always in the Field of the Other, Evliyagil Museum, Ankara
- Une collection d'art contemporain, Musée des Beaux-arts de Carcassonne, Carcassonne
- Collecting in the 21st century, If an accumulation reflects a life, Collection Lambert, Avignone
- Cut Up/Cut Out, AMoA-Amarillo Museum of Art, Amarillo
- Nous sommes contemporains, L'ar[T]senal, Centre d'art contemporain, Dreux

### 2018
- BRIC-à-brac | The Jumble of Growth, Galleria Nazionale d’Arte Moderna e Contemporanea, Roma
- Cut Up/Cut Out, Museum of Arts & Sciences, Daytona Beach
- Revolution Generations, Mathaf Arab Museum of Modern Art, Doha
- Second Life, Musée d'Art Contemporain Africain Al Maaden (MACAAL), Marrakech
- EXOTIC × MODERN: French Art Deco and inspiration afar, Tokyo Metropolitan Teien Art Museum, Tokyo
- People Get Ready, Nasher Museum of Art at Duke University, Durham
- Un œil ouvert sur le monde arabe, Institut du Monde Arabe, Parigi
- Al Musiqa, Philharmonie de Paris - Cité de la musique, Parigi
- Le Pavillon de l'Exil - Off de la Biennale de Dakar, Institut Français de Saint Louis, Saint Louis

### 2017
- Memoire vive, L29 Art Studio, Roma
- 57th Venice Bienale 2017, NSK State Pavilion, Venezia
- The Black Sphinx, from Morocco to Madagascar, Primo Marella Gallery, Milano
- 10 years old, Fondazione Fotografia Modena, Modena
- Saout Africa(s) - SAVVY Funk - Documenta 14, SAVVY Contemporary, Berlino
- Diaspora Now, Gifu Museum, Gifu
- Lettres ouvertes, de la calligraphie au street-art, Institut des Cultures d’Islam, Parigi
- Exposición Internacional Al-Tiba9, Arteria Bcn Gallery, Barcellona

### 2016
- Cut up/cut out, Bedford Gallery, Walnut Creek
- BRIC-á-brac The Jumble of Growth, Beijing Today Art Museum, Pechino
- Dada est tatou, Galerie de multiples, Parigi
- Al-tiba9, Bardo National Museum, Algeri
- Nothing but blue skies, retour sur l'image médiatique du 11 septembre, Arles 2016 - Les Rencontres de la photographie, Arles
- Setouchi Art, Isetan Mitsukoshi, Tokyo
- Looking at the World Around You. Contemporary Works from Qatar Museums, Santander Art Gallery, Madrid

### 2015
- I Love You, Fondazione VIDEOINSIGHT, Torino
- Africa and its shadow, Marta Massaioli Arte Contemporanea, Fabriano
- Claire & Obscure, Galerie d'Art Frontières, Lilla
- Unprotected Zone, Museum on the Seam, Gerusalemme, Israele
- Diverse works: Director's Choice, 1997-2015, The Brooklyn Museum, Brooklyn
- Jameel Prize 3, Sharjah Museum, Sharjah
- Fotofest 2014: Views from the inside, ADMAF, Abu Dhabi

## Biennali e Triennali(selezione)

### 2020
- Altai Biennale, Altai Republic, Terekta

### 2019
- Setouchi Triennale 2019, Awashima Island, Awashima, Giappone
- SCREEN IT - Stadstriennale Hasselt Genk 5, Hasselt, Hasselt

### 2018
- Echigo Tsumari Art Triennale, Echigo Tsumari, Niigata
- Biennale Agora d'Architecture de Rabat, Culée Creuse, Rabat
- L'heure Rouge/The Red Hour, 13eme Biennale de Dakar, Dakar

### 2017
- Tunisian Pavilion, The Absence of Paths, 57a Biennale di Venezia 2017, Venezia
- 7eme Biennale d'Architecture de Shenzhen, Nantou Old Town, Shenzhen
- Rencontres de Bamako, 11eme Biennale Africaine de la Photographie, Bamako

### 2016
- Fundamental, 5th Mediations Biennale 2016, Poznań
- Setouchi Triennale 2016, Awashima Community Area, Giappone

### 2015
- Telling Time, 10eme Biennale Africaine de la Photographie, Bamako
- Between the Pessimism of the Intellect and the Optimism of the Will, 5th Thessaloniki Biennale, Thessaloniki

## Opere (selezione)

### Installazioni
- All that I lost, 2019
- Autopsia, 2019
- Dead Memory, 2019
- Casabarata, 2018
- Everything Behind Me, 2018
- Inside the Fire Circle, 2017
- The index and the machine 01, 2015-2016
- Deconstruction Structure 01, 2014-2015
- History is not mine, 2013-2014
- The Paradox, 2013
- Motherland 01, 2013
- The Journey of Claude Levi-Strauss, 2013
- Maximum Sensation, 2010

### Video
- The Human Factor, 2018
- From where comes the wind, 2017
- Language of Flowers, 2017
- Across the Moon, 2016-2017
- Nada - Dance with the Dead, 2015-2016
- In the Face of Silence, 2002-2014
- History is not mine, 2013
- Sleep - Al Naim, 2005-2012
- Modern Times, a History of the Machine, 2010
- Technologia, 2010

### Sculture
- Heavier than words, 2020
- The White Matter, 2019
- Wireless Archives 01, 2019
- Tools Holder 01, 2019
- My Cloudy Day, 2018
- Coma Manifesto, 2017
- Defence 01, 2016
- Roots 01, 2015-2016
- Civilization, 2013
- Calligraphy of Fire, Tribute to Brion Gysin, 2012-2016
- The Impossible Union, 2011
- The Year Zero, 2011
- Between the lines, 2010
- Obstacles, Coma, 2007

## Articoli di stampa

### Stampa italiana
- Manuela De Leonardis, Viviamo assediati dalla paura nei confronti degli altri, Il manifesto, 17 Novembre 2017, Manuela De Leonardis, Viviamo assediati dalla paura nei confronti degli altri, Il manifesto, 17 Novembre 2017
- ArteMagazine, Officine dell’Immagine di Milano. "Transition State" la personale del poliedrico Mounir Fatmi, 24 Luglio 2017, ArteMagazine, Officine dell’Immagine di Milano. "Transition State" la personale del poliedrico Mounir Fatmi, 24 Luglio 2017 Archiviato il 19 gennaio 2019 in Internet Archive.

### Stampa internazionale
- Blaire Dessent, Mounir Fatmi - Archaeology of Materials, TL Magazine, September 23rd, 2018,[4] https://tlmagazine.com/mounir-fatmi-archaeology-of-materials/
- Tarek Elhaik, Cogitation, Cultural Anthropology, April 3rd, 2018,[5] https://culanth.org/fieldsights/1330-cogitation
- Alan Gilbert, mounir fatmi: Survival Signs, The Brooklyn Rail, October 5th, 2017, Alan Gilbert, mounir fatmi: Survival Signs, The Brooklyn Rail, October 5th, 2017
- Kritzinger Nicola, Shadows on the Moon: Mounir Fatmi's Fragmented Memory, Artthrob, June 13th, 2017, Kritzinger Nicola, Shadows on the Moon: Mounir Fatmi's Fragmented Memory, Artthrob, June 13th, 2017

## Opere

### Libri digitali
- In Search of Paradise, (2021) http://www.mounirfatmi.com/biographie-530.html
- Kissing Circles, (2021) http://www.mounirfatmi.com/biographie-529.html
- Hard Head, (2021) http://www.mounirfatmi.com/biographie-528.html
- Between the Lines, (2021) http://www.mounirfatmi.com/biographie-524.html
- Fuck Architects: Chapter 1, (2021) http://www.mounirfatmi.com/biographie-526.html
- History is not mine, (2020) http://www.mounirfatmi.com/biographie-517.html
- Oriental Accident, (2020) http://www.mounirfatmi.com/biographie-519.html
- Suspect Language, (2020) http://www.mounirfatmi.com/biographie-514.html
- A Savage Mind, (2020) http://www.mounirfatmi.com/biographie-510.html
- Stato di transizione, (2020) http://www.mounirfatmi.com/biographie-504.html
- The Index and The Machine, (2020) http://www.mounirfatmi.com/biographie-509.html
- Keeping Faith, Keeping Drawing (2020) http://www.mounirfatmi.com/biographie-506.html
- 180° Behind Me, mounir fatmi, SF Publishing (2019) http://www.mounirfatmi.com/biographie-500.html
- The Day of the Awakening, mounir fatmi, SF Publishing (2019) http://www.mounirfatmi.com/biographie-499.html
- The White Matter, SF Publishing (2019) http://www.mounirfatmi.com/biographie-496.html
- The Process, SF Publishing (2019) http://www.mounirfatmi.com/biographie-495.html
- The Missing Show, SF Publishing (2018) http://www.mounirfatmi.com/biographie-475.html
- Survival Signs, Studio Fatmi (2017) http://www.mounirfatmi.com/biographie-462.html

### Libri cartacei
- Fuck the Architect, Mounir Fatmi, Paul Ardenne, Édition Lowave, 256 pag., 28 x 21 cm, 2009 (ISBN 2-9526535-2-6)
- Mounir Fatmi: hard head, Mounir Fatmi, Rijksakademie van Beeldende Kunsten, Stichting Rijksakademie van beeldende kunsten, 2008, 128 pagine, (ISBN 9078681063), (ISBN 9789078681069)
- Ovalprojet 1999-2002: Mounir Fatmi, Mounir Fatmi, Michèle Cohen-Hadria, Frédéric Bouglé, Centre culturel le Chaplin, 2002, (ISBN 2951839502)
- Africa remix: contemporary art of a continent, Njami Simon, Lucy Durán, Museum Kunst Palast (Düsseldorf, Germany), Johannesburg Art Gallery, Edizioni Jacana Media, 2007, (ISBN 177009363X), (ISBN 9781770093638)